# Єрназарський сільський округ
Єрназа́рський сільський округ (каз. Ерназар ауылдық округі, рос. Ерназарский сельский округ) — адміністративна одиниця у складі Жамбильського району Жамбильської області Казахстану. Адміністративний центр — село Єрназар.
Населення — 1563 особи (2021; 1633 у 2009, 1962 у 1999, 1793 у 1989).
Станом на 1989 рік існувала Єрназарська сільська рада (село Єрназар). 1997 року сільський округ був ліквідований та переданий до складу Орнецького сільського округу, однак 2002 року округ був відновлений.